# Donacia brevitarsis
Donacia brevitarsis es una especie de insecto coleóptero de la familia Chrysomelidae.
Fue descrita científicamente en 1884 por Thomson.